# María Elena Walsh

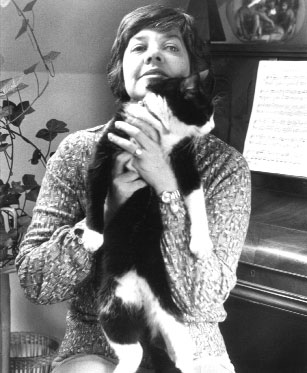
María Elena Walsh, 1971.

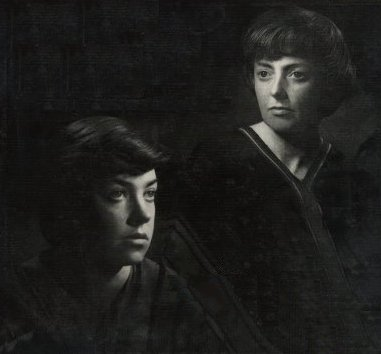
María Elena Walsh i Leda Valladares, 1960

María Elena Walsh (Villa Sarmiento, Ramos Mejía, Buenos Aires, 1 de febrer de 1930 - Buenos Aires, 10 de gener de 2011) fou una poetessa i música argentina coneguda sobretot pels seus llibres infantils.
De mare d'ascendència andalusa i pare anglès d'ascendència escocesa, la seva primera obra als 15 anys fou molt aclamada pels autors llatinoamericans.
Després de la seva graduació, viatjà per l'Amèrica del Nord i Europa, on formà un grup amb la seva companya sentimental de llavors Leda Valladares.
Tornà a l'Argentina després de la Revolución Libertadora el 1956 i seguí cantant i escrivint, essent molt crítica amb el govern, sobretot durant la dictadura militar (1976-83) i fou condecorada el 1985 Ciudadana Ilustre de Buenos Aires i Doctora honoris causa el 1990 a la Universidad Nacional de Córdoba.
Morí el 10 de gener del 2011 de càncer d'ossos, vivia amb la seva núvia la fotògrafa Sara Facio (1932-) dès del 1980.

## Obres

### Llibres
- Otoño imperdonable - 1947
- Apenas viaje - 1948
- Baladas con Ángel - 1951
- Casi milagro - 1958
- Tutú Marambá - 1960
- El reino del Revés - 1964
- Zoo loco - 1964
- Hecho a mano - 1965
- Dailan Kifki - 1966
- Cuentopos de Gulubú - 1966
- Aire libre - 1967
- Juguemos en el mundo - 1970
- El diablo inglés - 1974
- Angelito - 1974
- El país de la Geometría - 1974
- La Sirena y el Capitán - 1974
- Cancionero contra el mal de ojo - 1976
- Chaucha y palito - 1977
- Desventuras en el País-Jardín-de-Infantes - 1979
- Novios de antaño - 1990
- Hotel Pioho's Palace - 2002

### Albums
- Canciones para mirar
- Canciones para mí
- El País del Nomeacuerdo
- El País de la Navidad
- Cuentopos
- Cuentopos para el recreo
- Juguemos en el mundo
- Juguemos en el mundo II
- El sol no tiene bolsillos
- Como la cigarra
- El buen modo
- De puño y letra